# Le Néerlandais en sept leçons
Pour plus de détails, voir Fiche technique et Distribution.
Le Néerlandais en sept leçons (Nederlands in zeven lessen) est un film néerlandais en noir et blanc réalisé par Charles Huguenot van der Linden et Heinz Josephson, sorti en 1948.
Financé par une société de production britannique, il s'agit d'un documentaire sur les Pays-Bas et ses habitants dont le tournage fut interrompu à mi-parcours. Les réalisateurs, Charles Huguenot van der Linden et Heinz Josephson ajoutèrent alors aux séquences déjà tournées de plaisantes images d'avions de l'Aéroport d'Amsterdam-Schiphol.
Le film est à présent connu comme étant le premier film dans lequel joue Audrey Hepburn. Elle y tient pendant moins de trois minutes un rôle d'hôtesse de l'air.

## Fiche technique
- Titre original : Nederlands in zeven lessen
- Titre français : Le Néerlandais en sept leçons
- Réalisation : Charles Huguenot van der Linden et Heinz Josephson
- Production : Jack Dudok van Heel, Harold Goodwin, George Julsing
- Langue : anglais, néerlandais
- Pays d'origine : Pays-Bas
- Format : Noir et blanc
- Genre : documentaire
- Durée : 79 minutes
- Date de sortie : 1948

## Distribution
- Han Bentz van den Berg
- Wam Heskes
- Magda Janssens
- Els Boon
- Jan Glastra van Loon
- Frances May
- Koos Kroon
- Audrey Hepburn

## Source de la traduction
- (nl) Cet article est partiellement ou en totalité issu de l’article de Wikipédia en néerlandais intitulé « Nederlands in zeven lessen » (voir la liste des auteurs).